# محطة لينينغراد للطاقة النووية
محطة لينينغراد للطاقة النووية (الروسية: Ленинградская атомная электростанция; Ленинградская АЭС) هي محطة للطاقة النووية تقع في مدينة سوسنوفي بور في لينينغراد أوبلاست الروسية، على الشاطئ الجنوبي لخليج فنلندا، وعلى بعد حوالي 70 كيلومتر (43 ميل) إلى الغرب من وسط مدينة سانت بطرسبرغ.
اعتبارًا من عام 2018، تحتوي المحطة على أربعة مفاعلات نووية من نوع RBMk-1000، حيث تم إغلاق الوحدة الأولى في ديسمبر 2018. تشبه هذه المفاعلات المفاعلين رقم 1 و 2 لمحطة تشيرنوبيل للطاقة النووية.
هناك خطط جارية لاستبدال مفاعلات RBMK مع أربعة مفاعلات جديدة من نوع VVER-1200. في 25 أكتوبر 2008، بدأت أتومينيرجوبروكت سانت بطرسبرغ في بناء حجر الأساس لمبنى المفاعل في محطة لينينغراد للطاقة النووية 2، الوحدة 1. قدرت تكلفة المشروع بحوالي 70 مليار روبل روسي (حوالي 3 مليارات دولار بالدولار الأمريكي). تم إصدار رخصة البناء في 22 يوليو 2009. في أكتوبر 2018، بدأ تشغيل محطة لينينغراد للطاقة النووية 2، الوحدة 1، ومن المقرر أن يبدأ تشغيل الوحدة 2 خلال عام 2020. أما الوحدة 3 والوحدة 4 مخطط لهما لكن البناء لم يبدأ.
في ديسمبر 2019، تم دمج محطة لينينغراد للطاقة النووية 2، الوحدة 1 في نظام تدفئة المنطقة في سوسنوفاي بور والمجمع الصناعي المحلي، لتحل محل الوظيفة الحرارية لوحدات RBMK-1000 المغلقة. الإخراج الحراري يساوي 3200 ميغاواط.
من مايو 2012 إلى ديسمبر 2013، كانت الوحدة 1 مغلقة أثناء إجراء الإصلاحات المتعلقة ببعض كتل الجرافيت المشوهة.

## بيانات المفاعل
| وحدة                 | نوع المفاعل               | القدرة الصافية (ميغاواط) | السعة الإجمالية (ميغاواط) | بداية أعمال البناء | الاتصال بالشبكة | بداية التشغيل | أُغلق       | تفريغ  |
| -------------------- | ------------------------- | ------------------------ | ------------------------- | ------------------ | --------------- | ------------- | ---------- | ------ |
| لينينغراد - 1        | RBMK - 1000               | 925                      | 1000                      | 1970-03-01         | 1973-12-21      | 1974-11-01    | 2018-12-21 | (2023) |
| لينينغراد - 2        | RBMK - 1000               | 925                      | 1000                      | 1970-06-01         | 1975-07-11      | 1976-02-11    | 2020-11-10 | -      |
| لينينغراد - 3        | RBMK - 1000               | 925                      | 1000                      | 1973-12-01         | 1979-12-07      | 1980-06-29    | (2025)     | -      |
| لينينغراد - 4        | RBMK - 1000               | 925                      | 1000                      | 1975-02-01         | 1981-02-09      | 1981-08-29    | (2026)     | -      |
| لينينغراد الثاني - 1 | VVER-1200 /491 (AES-2006) | 1085                     | 1187                      | 25-10-2008         | 2018-03-09      | 2018-10-29    | -          | -      |
| لينينغراد الثاني - 2 | VVER-1200 /491 (AES-2006) | 1085                     | 1199                      | 2010-04-15         | 2020-10-26      | (2021)        | -          | -      |
| لينينغراد الثاني - 3 | VVER-1200 /491 (AES-2006) | 1085                     | 1199                      | (مخطط)             | ؟               | ؟             | ؟          | -      |
| لينينغراد الثاني - 4 | VVER-1200 /491 (AES-2006) | 1085                     | 1199                      | (مخطط)             | ؟               | ؟             | ؟          | -      |

## الحوادث

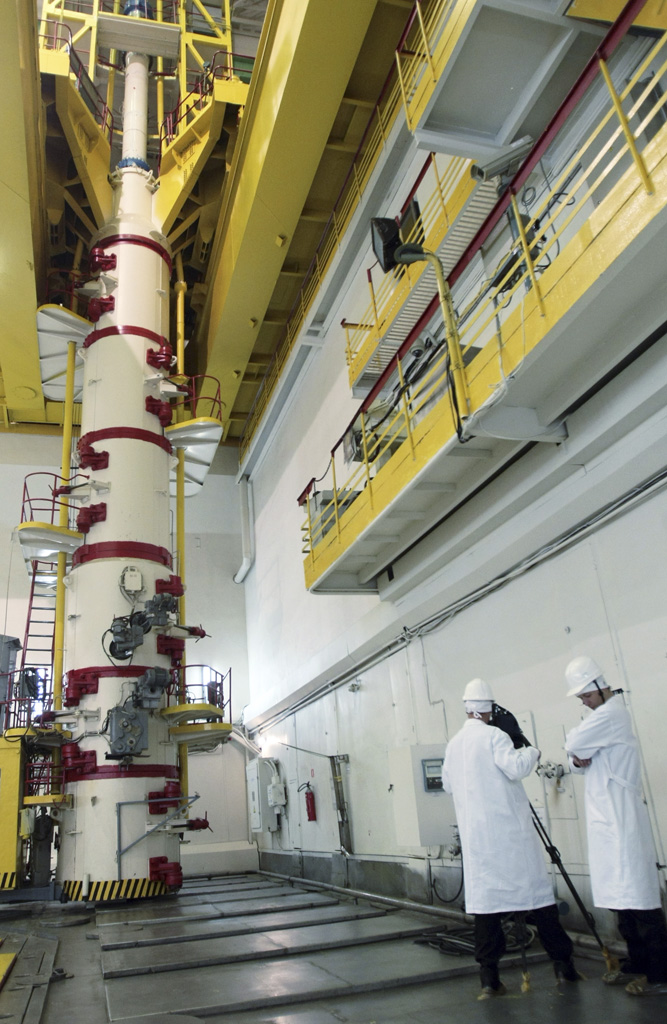
تجمع التعامل مع الوقود في محطة لينينغراد للطاقة النووية.

وقع الحادث الأول في المحطة بعد وقت قصير من بدء تشغيل الوحدة الأولى. في 7 يناير 1975، انفجر خزان خرساني يحتوي على غازات مشعة من الوحدة الأولى؛ لم يتم الإبلاغ عن ضحايا حوادث أو إطلاق إشعاعي.
بعد أقل من شهر واحد، في 6 فبراير 1975، تمزقت دائرة التبريد الثانوية للوحدة 1، مما أدى إلى إطلاق المياه الملوثة في البيئة. وقتل ثلاثة اشخاص وتسترت وسائل الاعلام عن الحادث.
في 28 نوفمبر 1975، عانت إحدى قنوات الوقود في الوحدة 1 من فقدان سائل التبريد، مما أدى إلى تدهور مجموعة الوقود النووي التي أدت إلى إطلاق كبير للإشعاع استمر لمدة شهر واحد. مباشرة بعد الحادث، وصل مستوى الإشعاع في سوسنوفي بور إلى 5 كيلومتر (3.1 ميل) من وحدة الطاقة المتأثرة؛ في المجموع تم إطلاق 1.5 MCi في البيئة. لم يتم إخطار سكان منطقة البلطيق المعرضين للخطر. ولم ترد أنباء عن الحادث في وسائل الإعلام. (من الناحية العملية، وقع نفس الحادث في الوحدة الأولى من محطة تشيرنوبيل للطاقة في عام 1982).
في يوليو 1976 ومرة أخرى في سبتمبر 1979، بسبب ثقافة السلامة السيئة، اندلع حريق في قبو خرساني يحتوي على نفايات مشعة. كانت المياه المستخدمة في إطفاء الحرائق ملوثة، وتسربت إلى البيئة، ودخلت إلى المياه الجوفية. لم يذكر هذا في وسائل الإعلام.
في 28 ديسمبر 1990، أثناء تجديد الوحدة 1، لوحظ اتساع المسافة بين قنوات الوقود ومكدس الجرافيت (الملوث أثناء حادث 1975). انسكب الجرافيت الملوث، وازدادت مستويات الإشعاع في الفراغ تحت المفاعل. تم الكشف عن الإشعاع على بعد 6 كيلومتر من من الودة ، لكن لم يتم الإبلاغ عن ذلك في وسائل الإعلم.
في 3 كانون الأول / ديسمبر 1991، بسبب خلل في المعدات والامتثال المتراخي لقواعد السلامة، تم إسقاط 10 قضبان وقود جديدة واتلافها. حاول الموظفون إخفاء الحادث عن الإدارة.
في مارس 1992، أدى حادث في محطة سوسنوفي بور النووية إلى تسرب غازات مشعة واليود إلى الهواء عبر قناة وقود ممزقة. كان هذا أول حادث في المحطة تم الإعلان عنه في وسائل الإعلام.
في 27 أغسطس 2009، تم إيقاف الوحدة الثالثة عندما تم العثور على ثقب في رأس تصريف المضخة. وفقًا لنظام التحكم الآلي في الإشعاع، فإن حالة الإشعاع في المحطة وعلى بعد 30 كيلومتر (19 ميل) كانت طبيعية. دحضت إدارة المصنع شائعات وقوع حادث وذكرت أن الوحدة الثالثة تم إيقافها من أجل «صيانة قصيرة الأجل غير مجدولة»، مع إعادة التشغيل المقرر في 31 أغسطس 2009.
في 22 ديسمبر 2018، تم إغلاق الوحدة الأولى من لينينغراد NPP. ومن المقرر أن يستغرق التفريغ الكامل للوقود النووي من داخل الوحدة حتى عام 2023.

## معرض الصور

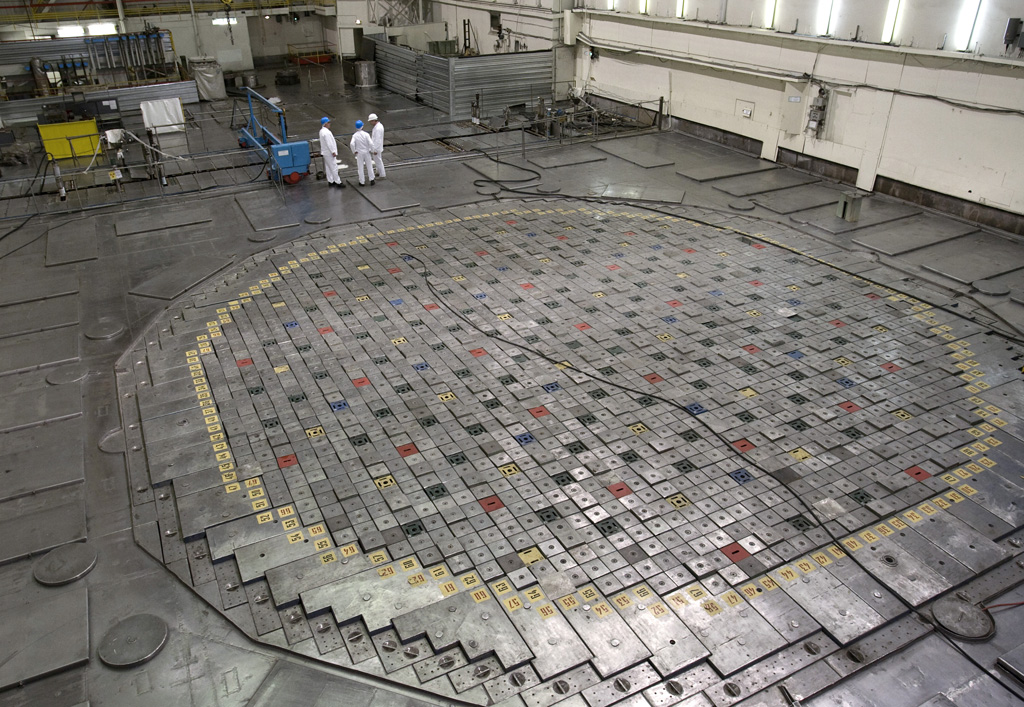
قاعة المفاعل بإحدى وحدات RBMK
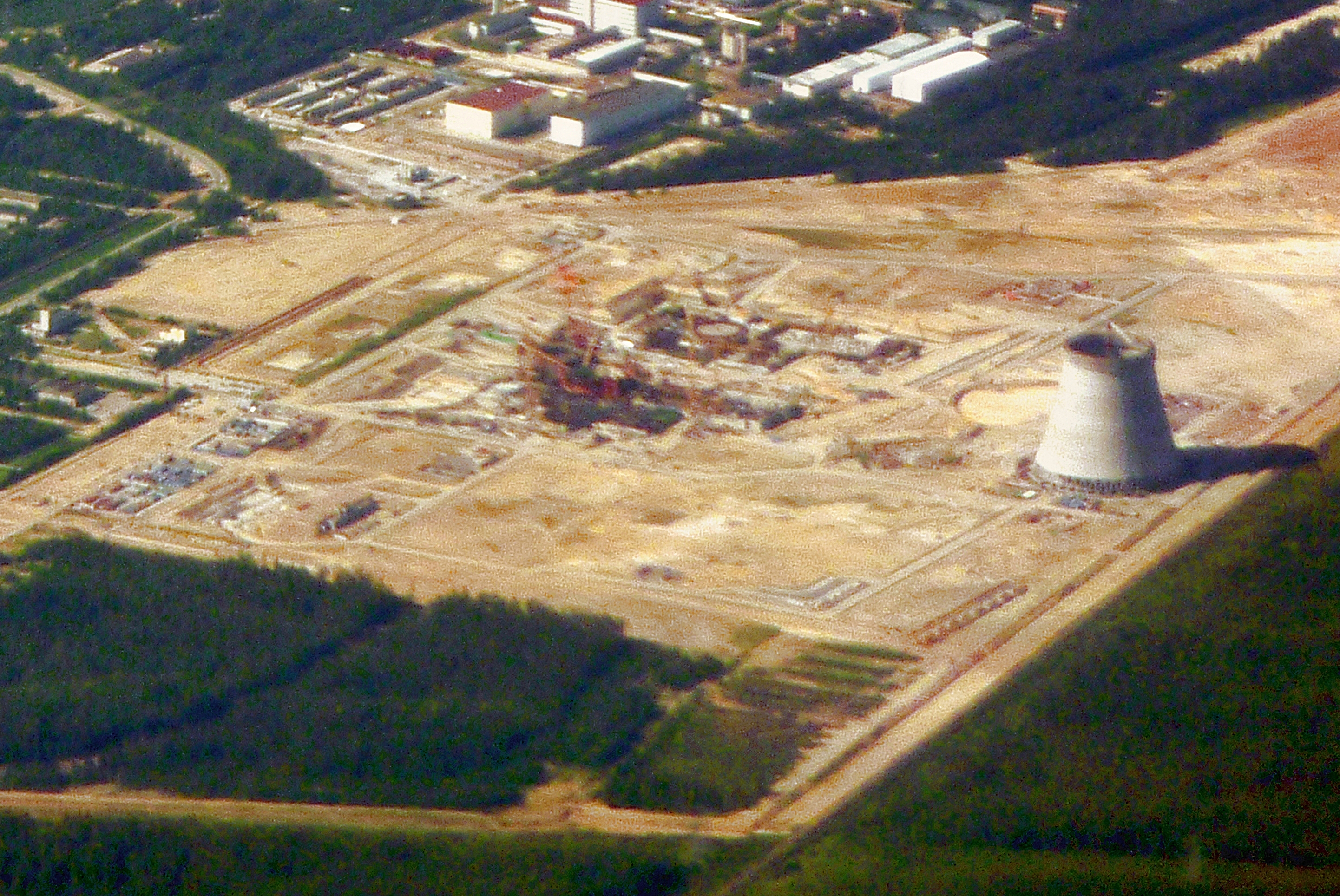
موقع البناء لمحطة لينينغراد للطاقة النووية 2، أبريل 2010

## روابط خارجية
- Leningrad NPP نسخة محفوظة 23 سبتمبر 2014 على موقع واي باك مشين. - الموقع الرسمي للمحطة (بالروسية)
- محطة لينينغراد للطاقة النووية - الموقع الرسمي من المشغل (بالإنجليزية والروسية)
- علماء البيئة ينتقدون محطة الطاقة النووية